# Juju und die fernen Inseln
Juju und die fernen Inseln (spanischer Originaltitel El polizón del Ulises) ist ein Kinderbuch der spanischen Schriftstellerin Ana Maria Matute, das im Jahr 1965 beim Verlag Lumen veröffentlicht wurde. Die deutsche Erstausgabe in einer Übersetzung von Juliane Piron erschien 1968 beim Paulus-Verlag.

## Inhalt
Bei den drei Schwestern Etelvina, Leocadia und Manuelita wird eines Tages ein ungefähr vier Wochen altes Baby vor die Tür gelegt. Alles deutet darauf hin, dass der kleine Junge von Zigeunern zurückgelassen wurde. Die drei unverheirateten Fräuleins nehmen sich des Findelkindes an und adoptieren es. Zwar wird der Knabe Marco Amado Manuel getauft, alle nennen ihn jedoch kurz Juju.
Der Junge wächst heran, lernt bei den drei Schwestern lesen und schreiben und hilft Manuelita bei der Arbeit auf dem gemeinsamen Gut. Entsprechend den eigenen Interessen der drei Fräuleins wünschen sich diese eine unterschiedliche Zukunft für den kleinen Juju, doch dieser hegt mit der Zeit ganz andere Pläne. So erwacht in ihm aufgrund der vielen Abenteuerromane und diverser Atlanten und Seekarten, die dem Urgroßvater der drei Schwestern gehört haben, eine große Sehnsucht nach der weiten Welt und insbesondere nach dem Meer. Den Dachboden, auf den er sich in seiner freien Zeit zurückzieht, gestaltet er zu einem Schiff um, dem er den Namen Odysseus gibt. Gemeinsam mit seiner kleinen Schiffsmannschaft, dem Hund Bootsmann, dem Hahn Admiral Plum und dem Rebhuhn Fräulein Florentina, erlebt Juju als Kapitän auf der Odysseus in seiner Fantasie jede Menge Abenteuer. Und entdeckt dort zufällig eine geheime Kammer, die durch einen versteckten Gang mit der Außenwelt verbunden ist.
Unweit von dem Gut der drei Schwestern befindet sich ein Straflager. Als Juju zehn Jahre alt ist, entkommt aus diesem ein Gefangener. Dieser verbirgt sich in dem Schuppen, aus dem Juju täglich Holz für den Herd und die Öfen holen muss. Es wäre ein leichtes, den Sträfling an die örtliche Polizei zu verraten, doch Juju hilft dem Mann, der sich auf seiner Flucht am Bein verletzt hat, und bringt ihn in die geheime Kammer auf dem Dachboden. Er versorgt den Mann mit Nahrungsmitteln und pflegt die Wunde des Ausbrechers. Juju nennt ihn schlicht Polizón (zu Deutsch ‚blinder Passagier‘). Es entwickelt sich eine Freundschaft zwischen Juju und dem alten Mann, der dem Jungen erzählt, dass er ungerecht verurteilt worden sei. Außerdem sei er Matrose, besitze ein eigenes Segelschiff und würde auf einigen entlegenen Inseln von den Einheimischen wie ein Prinz behandelt. Die beiden beschließen daraufhin, gemeinsam dorthin aufzubrechen und planen minutiös ihre Flucht.
Doch als Juju am Tag nach seinem 11. Geburtstag zu einer verwaisten Waldhütte aufbricht, um sich dort mit Polizón zu treffen, erscheint dieser nicht wie abgemacht. Juju glaubt, dass der Mann auf dem Weg zu ihrem Treffpunkt irrtümlich die falsche Seite des Flusses gewählt habe und versucht trotz der gewaltigen Wassermassen das gegenüberliegende Ufer schwimmend zu erreichen. Polizón befindet sich tatsächlich dort und rettet den bereits bewusstlosen Juju in höchster Not aus den reißenden Fluten.
Als Juju viele Tage später in seinem Bett aufwacht, erfährt er nach und nach von den Schwestern und durch einen Brief Polizóns, was passiert ist: Der Sträfling ist nicht wirklich Matrose und besitzt auch kein eigenes Schiff und die Geschichten über die fernen Inseln waren allesamt frei erfunden. Nachdem Polizón, in Wirklichkeit einfach nur ein Dieb und Betrüger, Juju bei den drei Schwestern völlig unterkühlt abgeliefert hat, wird er rasch von der Polizei gefasst und ins Straflager zurückgebracht.
Juju kommt schnell wieder zu Kräften und entwickelt sich rasch vom Jungen zum Mann, der sich mehr und mehr um die drei Schwestern kümmert und für den die Odysseus und Polizón irgendwann nur noch eine entfernte Erinnerung an eine glückliche Kindheit ist.

## Rezeption
Estrella Borrego del Castillo schreibt in ihrer Buchrezension: „Matutes Geschichte fesselt den Leser von der ersten Minute an. Was wie ein Märchen beginnt, entwickelt sich zu einem Bildungsroman. Es geht um Enttäuschung und Verrat, aber auch um Freundschaft, Solidarität, Loyalität und Eigenverantwortlichkeit.“ In der Jurybegründung für die Aufnahme des Romans in die Auswahlliste zum Deutschen Jugendliteraturpreis heißt es: „Ein stilistisch hervorragendes, unsentimentales und atmosphärisch dichtes Buch, in dem die spanische Autorin die Entwicklung eines Kindes zum Manne zeichnet.“

## Auszeichnungen
Juju und die fernen Inseln wurde 1965 mit dem Premio Lazarillo ausgezeichnet und stand 1969 auf der Auswahlliste für den Deutschen Jugendliteraturpreis.

## Referenzen
Juju und die fernen Inseln ist in dem literarischen Nachschlagewerk 1001 Kinder- und Jugendbücher – Lies uns, bevor Du erwachsen bist! für die Altersstufe 12+ Jahre enthalten.

## Ausgaben
- El polizón del Ulises. Lumen, Spanien 1965 (spanisch).
- Juju und die fernen Inseln. Paulus-Verlag, Deutschland 1968.

## Adaptionen
- Im Jahr 1977 erstellte die Schriftstellerin Elke Heidenreich für den Südwestfunk eine neunteilige Hörspielfassung, ebenfalls unter dem Titel Juju und die fernen Inseln, bei der Günther Sauer und Lilo Winter unter der Regie von Lothar Schluck als Sprecher agierten.[5]

- Das Buch wurde 1986 unter der Regie von Javier Aguirre mit dem Titel El polizón del Ulises verfilmt.

- Im Jahr 2014 veröffentlichte der Hörbuchverlag Vitaphon das Werk als Hörbuch, dessen Text von Jens Wawrczeck gesprochen wird.[6]